# Castillo de Monfragüe
El castillo de Monfragüe es una fortaleza de ruina consolidada, ubicada en el corazón del parque nacional de Monfragüe, dentro del término municipal español de Torrejón el Rubio, provincia de Cáceres, Extremadura.

## Historia
Los árabes conquistaron estas tierras en el año 713, y las llamaron Al-Mofrag que significa "el abismo". Fueron estos los que construyeron aquí la fortaleza en el año 811 sobre los restos de una antigua fortificación primariamente empleada por los celtas para defenderse de los romanos y más tarde utilizada por los mismos romanos como punto estratégico de vigía.
Posteriormente, entre los años 1169 y 1180 se produce la reconquista cristiana del castillo por el portugués Geraldo Sempavor, y la reconquista definitiva por Alfonso VIII.

## Descripción
En el castillo se conservan restos de la muralla y una barbacana, un aljibe árabe y dos torres de la etapa cristiana. La torre mejor conservada (reconstruida y accesible) tiene forma pentagonal y se erigió en el siglo XV. La otra torre, también rehabilitada, es de forma cilíndrica.
Casi adosada a una de las torres del castillo se encuentra una ermita, de construcción más moderna, que cobija a la Virgen de Monfragüe, talla bizantina traída en el siglo XII desde las puertas de Jerusalén, en Palestina, por los caballeros cruzados de la Orden de Monte Gaudio, fundadores de la Orden de Monsfrag.

## Posición estratégica
Esta atalaya ha sido utilizada a lo largo de su historia por órdenes militares, celtas, romanos, árabes y cristianos que han hecho de ella uno de los principales puntos defensivos debido a la ubicación privilegiada de la colina sobre la que se levanta, justo sobre el escarpado y accidentado terreno que se origina a orillas del río Tajo. Desde la torre del homenaje se puede divisar casi la totalidad del Parque nacional y muchas de las colas que forman las aguas embalsadas del río Tajo en el embalse de Alcántara.